# Werch-Ussugli
Werch-Ussugli (russisch Верх-Усугли) ist ein Dorf (selo) in der Region Transbaikalien in Russland mit 2624 Einwohnern (Stand 14. Oktober 2010).

## Geographie
Der Ort liegt knapp 140 km Luftlinie nordöstlich der Regionshauptstadt Tschita an der Südflanke des dort gut 1300 m hohen Tscherskigebirges. Er befindet sich am namensgebenden Flüsschen Ussugli, das etwa 12 km südöstlich in den rechten Nertscha-Nebenfluss Uldurga mündet.
Werch-Ussugli ist Verwaltungszentrum des Rajons Tungokotschenski sowie Sitz und einzige Ortschaft der Landgemeinde Werch-Ussuglinskoje selskoje posselenije.

## Geschichte
Das Dorf geht auf die Entdeckung eines Flussspatvorkommens durch einen Bewohner des einige Kilometer südöstlich gelegenen Dorfes Ussugli im Jahr 1936 zurück. In den Jahren 1959–1966 wurden bei der Lagerstätte ein Bergwerk und eine Anreicherungsfabrik errichtet, und die dort entstandene Siedlung erhielt aufgrund ihrer Lage oberhalb des alten Dorfes den Namen Werch-Ussugli („Ober-Ussugli“). 1976 wurde der Verwaltungssitz des Rajons, der sich seit dessen Gründung 1938 im namensgebenden, 100 km nördlich an der Karenga liegenden und nur schwer erreichbaren Dorf Tungokotschen befand, nach Werch-Ussugli verlegt.

### Bevölkerungsentwicklung
| Jahr | Einwohner |
| ---- | --------- |
| 1979 | 2592      |
| 1989 | 2993      |
| 2002 | 2690      |
| 2010 | 2624      |

Anmerkung: Volkszählungsdaten

## Verkehr
Werch-Ussugli ist Endpunkt der Regionalstraße 76K-182 von Werschino-Darassunski, einer Verlängerung der 76K-022, die nördlich der Stadt Schilka von der etwa 100 km von Werch-Ussugli entfernt verlaufenden Fernstraße R297 Amur abzweigt. Einige Kilometer vor Werch-Ussugli zweigt von der 76K-182 die größtenteils unbefestigte Lokalstraße 76N-120 ab, die zunächst in nordöstlicher Richtung bis zum Dorf Kyker am rechten Ufer der Nertscha führt, dann über den gut 1000 m hohen Kykerski-Pass das Tscherskigebirge überquert und nach 136 km das ehemalige Rajonzentrum Tungokotschen erreicht.